# 고하마역
고하마역(일본어: 粉浜駅, こはまえき)은 일본 오사카부 오사카시 스미요시구에 있는 난카이 전기철도 난카이 본선의 역이다. 역 번호는 NK07이다.

## 역 구조
섬식 승강장 2면 4선의 복복선 고가역이다.
승강장은 3층, 개찰구는 2층에 있다. 창구는 무인역으로 인하여 폐쇄되었다. 1층은 상업 시설의 숍 난카이 고하마가 위치하고 있다. 화장실은 개찰 내에 있는 남녀별 수세식이다.
| 번호 | 노선      | 방향 | 행선                                       |
| ---- | --------- | ---- | ------------------------------------------ |
| 1    | 난카이 선 | 하행 | 와카야마시 방면 ( 공항선) 간사이 공항 방면 |
| 3    | 난카이 선 | 상행 | 난바 방면                                  |

## 역 주변
- 숍 난카이 고하마(역 고가시타)
  - 덴규사카이 서점
  - 베이커리 숍 런던
- 고노미야
- 고하마 상점가
- 슈퍼 마켓 KINSHO
- 하라다 복싱 도장
- 오사카 시립 고하마 초등학교
- 오사카 시립 스미요시 시민 병원
- 스미요시 히가시코하마 우체국
- 한카이 전기궤도 한카이 선 히가시코하마 정류장

## 역사
- 1917년 4월 21일: 난카이 철도 역으로 영업 개시.
- 1944년 6월 1일: 회사 합병으로 긴키 닛폰 철도의 역이 됨.
- 1947년 6월 1일: 노선 양도로 인한 난카이 전기철도의 역이다.
- 1977년 4월 10일: 외쪽 2선만 고가화.
- 1980년 6월 15일: 고가화 완성.
- 2013년 4월 1일: 역 계원 무인화 개시.

## 사진

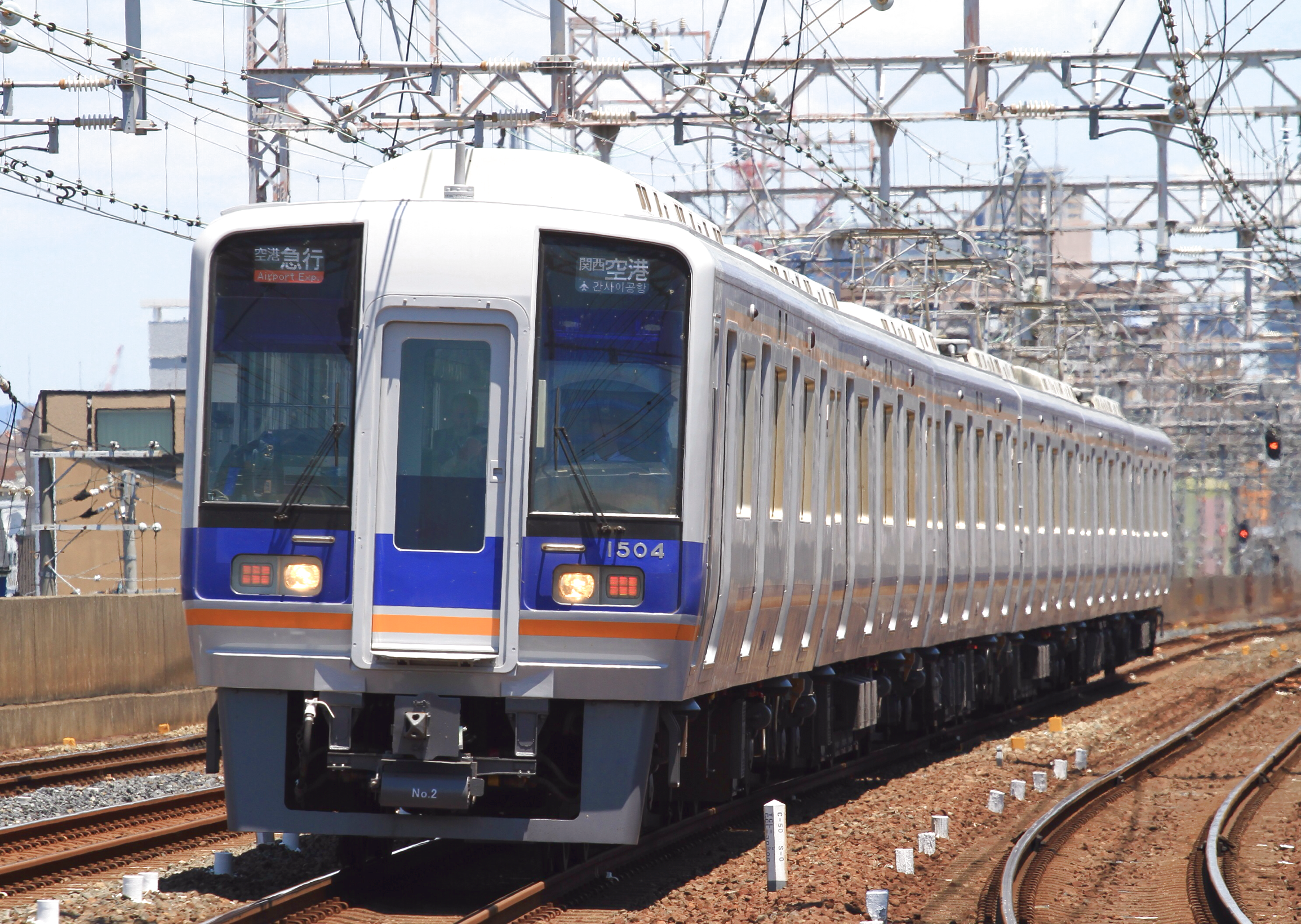
접근 중인 난카이 1000계 전동차
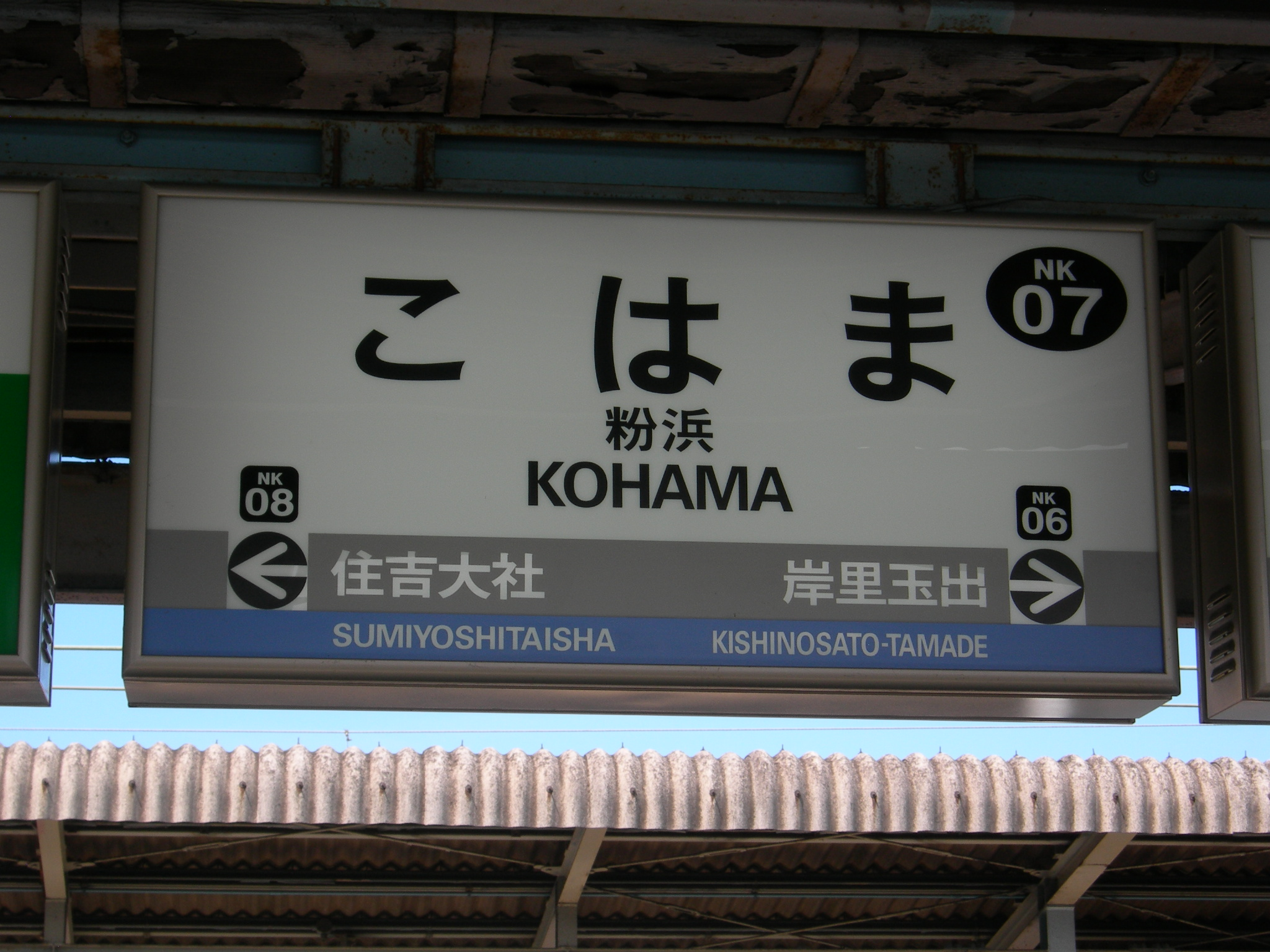
역명판

## 인접역
| 난카이 전기철도 난카이 본선     | 난카이 전기철도 난카이 본선 | 난카이 전기철도 난카이 본선         |
| ------------------------------- | --------------------------- | ----------------------------------- |
| NK06 기시노사토다마데 난바 방면 | ■ 보통                      | 스미요시다이샤 NK08 와카야마시 방면 |